# 1981–1982-es magyar labdarúgókupa
Az 1981–1982-es magyar labdarúgókupa küzdelmeit az Újpesti Dózsa nyerte. A főtáblára a 18 NB I-es csapat selejtező nélkül bejutott. A többi osztályból a megyei és a budapesti selejtezőkből lehetett ide jutni.

## Első forduló
| 1. csapat                            | Eredmény      | 2. csapat                      |
| ------------------------------------ | ------------- | ------------------------------ |
| 1981. november 17.                   |               |                                |
| Szombathelyi Spartacus Styl (NB III) | 0 – 1         | Volán SC (NB I)                |
| 1981. november 25.                   |               |                                |
| Debreceni Universitas (NB II)        | 2 – 0         | Kecskeméti SC (NB II)          |
| 1981. november 26.                   |               |                                |
| Hernád TSZ SE (megye II)             | 1 – 0         | Salgótarjáni Síküveg (NB III)  |
| Borsodi Volán (NB III)               | 2 – 1         | Balassagyarmat SE (NB II)      |
| 1981. november 27.                   |               |                                |
| Komlói Bányász (NB II)               | 1 – 0         | Pécsi VSK (NB II)              |
| 1981. november 28.                   |               |                                |
| Recski Ércbányász (NB III)           | 2 – 2 te.:5:4 | Salgótarjáni TC (NB II)        |
| 1981. november 29.                   |               |                                |
| Mohács Véménd (NB II)                | 3 – 0         | Tapolcai Bauxitbányász (NB II) |
| Ajkai Alumínium (NB II)              | 2 – 0         | Bajai SK (NB III)              |
| 1981. december 2.                    |               |                                |
| Répcelaki Bányász (NB III)           | 1 – 0         | Kaposvári Rákóczi (NB II)      |
| 1981. december 5.                    |               |                                |
| Építők SC (NB II)                    | 2 – 2 te.:3:1 | Dunai Kőolaj (megye I)         |
| 1981. december 7.                    |               |                                |
| Dányi TSZ SK(megye II)               | 2 – 3         | Békéscsabai Előre (NB I)       |
| 1981. december 9.                    |               |                                |
| H. Osztapenko SE (BLSZ I)            | 4 – 6         | Vasas (NB I)                   |
| Szarvasi Főiskola (NB II)            | 2 – 2 te.:2:4 | Haladás VSE (NB I)             |
| Csongrádi Építők (megye I)           | 1 – 4         | Rába ETO (NB I)                |
| Siófoki Bányász (NB III)             | 1 – 1 te.:4:5 | Bp. Honvéd (NB I)              |
| Gyulai SE (NB II)                    | 2 – 0         | Nyíregyházi Spartacus (NB I)   |
| Soproni SE (NB II)                   | 1 – 0         | Debreceni MVSC (NB I)          |
| H. Kun Béla SE (NB III)              | 1 – 1 te.:8:7 | Tatabányai Bányász (NB I)      |
| Mezőfalva (NB III)                   | 1 – 2 hu.     | Videoton (NB I)                |
| MTK-VM (NB II)                       | 2 – 0         | Ferencváros (NB I)             |
| Ajkai Bányász (NB III)               | 1 – 4         | Újpesti Dózsa (NB I)           |
| Hódmezővásárhelyi Metripond (NB II)  | 2 – 1         | SZEOL AK (NB I)                |
| Siklósi SE (NB III)                  | 1 – 2 hu.     | Pécsi MSC (NB I)               |
| MALÉV SC (BLSZ I)                    | 1 – 3         | Ózdi Kohász (NB I)             |
| Dunaújvárosi Kohász (NB II)          | 3 – 2         | Csepel SC (NB I)               |
| Katymári TSZ SK (megye II)           | 1 – 3         | Diósgyőri VTK (NB I)           |
| MOTIM TE (NB III)                    | 0 – 0 te.:4:2 | Zalaegerszegi TE (NB I)        |
| Szekszárdi Dózsa (NB II)             | 5 – 0         | Mányi TK (NB III)              |
| MHD Balatonfüred (megye I)           | 1 – 0         | Sabaria SE (NB II)             |
| Dorogi AC (NB II)                    | 5 – 1         | H. Bottyán SE (NB III)         |
| DÉLÉP SC (NB III)                    | 3 – 0         | H. József Attila SE (megye I)  |
| H. Asztalos SE (NB II)               | 0 – 1         | Jászkisér (NB III)             |

## Második forduló
| 1. csapat           | Eredmény      | 2. csapat             |
| ------------------- | ------------- | --------------------- |
| 1982. február 16.   |               |                       |
| Sopron              | 0 – 0 te.:3:4 | MOTIM TE              |
| 1982. február 17.   |               |                       |
| MHD Balatonfüred    | 1 – 1 te.4:5  | Répcelaki Bányász     |
| 1982. február 20.   |               |                       |
| Gyula               | 1 –3          | Építők SC             |
| 1982. február 21.   |               |                       |
| Mohács-Véménd       | 1 – 0         | Rába ETO              |
| Szekszárdi Dózsa    | 0 – 4         | Volán SC              |
| Dorogi AC           | 2 – 2 te.:2:4 | Haladás VSE (NB I)    |
| Ajkai Alumínium     | 0 – 1         | Újpesti Dózsa         |
| Komlói Bányász      | 2 – 1         | Pécsi MSC             |
| Dunaújvárosi Kohász | 0 – 2         | Videoton              |
| Recski Ércbányász   | 1 – 1 te.:5:6 | Vasas SC              |
| Jászkisér           | 1 – 3         | Ózdi Kohász           |
| MTK-VM              | 1 – 1 te.:4:2 | Bp. Honvéd            |
| Borsodi Volán       | 1 – 6         | Diósgyőri VTK         |
| Hódmezővásárhely    | 1 – 2 hu.     | Békéscsabai Előre     |
| H. Kun Béla SE      | 0 – 3         | Hernádi TSZ           |
| DÉLÉP               | 3 – 2 hu.     | Debreceni Universitas |

## Nyolcaddöntő
| 1. csapat         | Eredmény      | 2. csapat            |
| ----------------- | ------------- | -------------------- |
| 1982. február 24. |               |                      |
| Hernádi TSZ       | 0 – 6         | Újpesti Dózsa        |
| Mohács Véménd     | 1 – 1 te.:2:3 | Videoton             |
| DÉLÉP SC          | 1 – 1 te.:1:4 | Diósgyőri VTK        |
| Komlói Bányász    | 2 – 1 hu.     | Szombathelyi Haladás |
| Répcelaki Bányász | 0 – 3         | Volán SC             |
| MOTIM TE          | 0 – 0 te.:4:2 | Vasas SC             |
| Bp. Építők        | 0 – 2         | Békéscsabai Előre    |
| MTK-VM            | 3 – 2         | Ózdi Kohász          |

## Negyeddöntő
| 1. csapat         | Eredmény      | 2. csapat         |
| ----------------- | ------------- | ----------------- |
| 1982. március 10. |               |                   |
| MTK-VM            | 1 – 0         | Komlói Bányász    |
| Videoton          | 3 – 0         | MOTIM TE          |
| Diósgyőri VTK     | 1 – 1 te.:3:5 | Békéscsabai Előre |
| Újpesti Dózsa     | 2 – 1         | Volán SC          |

## Elődöntő
| 1. csapat         | Eredmény | 2. csapat         |
| ----------------- | -------- | ----------------- |
| 1982. március 31. |          |                   |
| Videoton          | 1 – 0    | MTK-VM            |
| Újpesti Dózsa     | 1 – 0    | Békéscsabai Előre |

## Döntő
| 1982. április 4. 15:00 |

| Újpesti Dózsa  | 2–0   | Videoton |
| -------------- | ----- | -------- |
| Birkás 45' 78' | (1–0) |          |

| Szekszárdi Városi Stadion, Szekszárd Nézőszám: 18 000 Játékvezető: Nagy Miklós Asszisztensek: Maczkó József, Huták Antal |

| KA               |  | Szendrei József |  |     |
| V                |  | Herédi Attila   |  |     |
| V                |  | Kovács József   |  |     |
| V                |  | Kardos József   |  |     |
| V                |  | Tóth József     |  |     |
| KP               |  | Kolár Endre     |  | 85' |
| KP               |  | Kisznyér Sándor |  |     |
| KP               |  | Steidl Sándor   |  |     |
| KP               |  | Nagy László     |  |     |
| CS               |  | Bodnár István   |  |     |
| CS               |  | Birkás Péter    |  |     |
| Cserék:          |  |                 |  |     |
| V                |  | Jurácsik Mátyás |  | 85' |
| Vezetőedző:      |  |                 |  |     |
| Temesvári Miklós |  |                 |  |     |

| KA                 |  | Disztl Péter     |     |     |
| V                  |  | Végh Tibor       |     |     |
| V                  |  | Disztl László    | 14' |     |
| V                  |  | Horváth Gábor    |     |     |
| KP                 |  | Palkovics István |     |     |
| KP                 |  | Csongrádi Ferenc |     | 73' |
| KP                 |  | Csuhay József    |     |     |
| KP                 |  | Vadász Imre      |     |     |
| CS                 |  | Májer Lajos      |     | 64' |
| CS                 |  | Szabó József     |     |     |
| CS                 |  | Tieber László    |     |     |
| Cserék:            |  |                  |     |     |
| CS                 |  | Nagy Tibor       |     | 64' |
| KP                 |  | Novath György    |     | 73' |
| vezetőedző:        |  |                  |     |     |
| Szentmihályi Antal |  |                  |     |     |

Az Újpesti Dózsa MNK-ban szerepelt játékosai: Szendrei József 5 mérkőzés, Kollár József 1, Piel Zoltán 1, Steidl Sándor 6, Kardos József 6, Bodnár István 6, Kovács József 6, Tóth József 5, Kisznyér Sándor 5, Kovács Béla 5, Szűcs János 5, Herédi Attila 4, Kolár Endre 4, Birkás Péter 4, Nagy László 3, Sarlós András 3, Jurácsik Mátyás 2, Kiss Sándor 2, Törőcsik András 1.